# Tomosvaryella spectata
Tomosvaryella spectata är en tvåvingeart som beskrevs av Kuznetzov 1994. Tomosvaryella spectata ingår i släktet Tomosvaryella och familjen ögonflugor. Inga underarter finns listade i Catalogue of Life.